# Sportovní střelba na Letních olympijských hrách 1992
Střelecké soutěže na Olympijských hrách v Barceloně 1992 se konaly od 20. srpna do 24. srpna ve střeleckém komplexu Mollet del Vallès poblíž Barcelony.

## Medailisté

### Muži
| Kategorie                                     | Zlato                    | Stříbro                  | Bronz                     |
| --------------------------------------------- | ------------------------ | ------------------------ | ------------------------- |
| 50 metrů libovolná malorážka - polohový závod | Hrachya Petikyan (EUN)   | Robert Foth (USA)        | Ryohei Koba (JPN)         |
| 50 m malorážka vleže                          | Lee Eun-chul (KOR)       | Harald Stenvaag (NOR)    | Stevan Pletikosić (IOP)   |
| 10 m vzduchová puška                          | Jurij Feďkin (EUN)       | Franck Badiou (FRA)      | Johann Riederer (GER)     |
| 50 m pistole                                  | Kanstancin Lukašyk (EUN) | Wang Yifu (CHN)          | Ragnar Skanåker (SWE)     |
| 25 m rychlopalná pistole                      | Ralf Schumann (GER)      | Afanasijs Kuzmins (LAT)  | Vladimir Vochmjanin (EUN) |
| 10 m vzduchová pistole                        | Wang Yifu (CHN)          | Sergej Pyžjanov (EUN)    | Sorin Babii (ROU)         |
| Trap                                          | Petr Hrdlička (TCH)      | Kazumi Watanabe (JPN)    | Marco Venturini (ITA)     |
| Skeet                                         | Zhang Shan (CHN)         | Juan Giha (PER)          | Bruno Rossetti (ITA)      |
| 10 metrů průběžný cíl                         | Michael Jakosits (GER)   | Anatolij Asrabajev (EUN) | Luboš Račanský (TCH)      |

### Ženy
| Kategorie                  | Zlato                   | Stříbro                | Bronz                          |
| -------------------------- | ----------------------- | ---------------------- | ------------------------------ |
| Puška na 50 m (3 pozice)   | Launi Meili (USA)       | Nonka Matova (BUL)     | Małgorzata Książkiewicz (POL)  |
| 10 metrů vzduchová puška   | Yeo Kab-soon (KOR)      | Vessela Letcheva (BUL) | Aranka Binder (IOP)            |
| 25 metrů sportovní pistole | Marina Logviněnko (EUN) | Li Duihong (CHN)       | Dorjsürengiin Mönkhbayar (MGL) |
| 10 metrů vzduchová pistole | Marina Logviněnko (EUN) | Jasna Šekarićová (IOP) | Mariya Grozdeva (BUL)          |